# ایگور کوستین
ایگور کوستین (انگلیسی: Igor Kostin; ۲۷ دسامبر ۱۹۳۶ – ۹ ژوئن ۲۰۱۵) عکاس، و روزنامه‌نگار اهل اتحاد جماهیر شوروی سوسیالیستی بود.